# Echinotheridion lirum
Echinotheridion lirum là một loài nhện trong họ Theridiidae.
Loài này thuộc chi Echinotheridion. Echinotheridion lirum được miêu tả năm 1989 bởi Marques & Buckup.